# Seseli kaschgaricum
Seseli kaschgaricum är en flockblommig växtart som beskrevs av Pimenov och Kljuykov. Seseli kaschgaricum ingår i släktet säfferötter, och familjen flockblommiga växter. Inga underarter finns listade i Catalogue of Life.